# 12205 Basharp
A 12205 Basharp (ideiglenes jelöléssel (12205) 1981 EZ26) a Naprendszer kisbolygóövében található aszteroida. Schelte J. Bus fedezte fel 1981. március 2-án.

## Kapcsolódó szócikk
- Kisbolygók listája (12001–12500)